# 京都市道188号観月橋横大路線
京都市道188号観月橋横大路線（きょうとしどう188ごうかんげつきょうよこおおじせん）は、京都府京都市伏見区観月橋北詰交差点を起点に京都市伏見区外環横大路交差点に至る主要地方道である京都市道。

## 概要
京都市山科区 - 長岡京市に跨る京都外環状線の一部にあたる。

### 路線データ
- 起点：京都市伏見区豊後橋前町760番地の60地先（観月橋北詰交差点）
- 終点：京都市伏見区横大路貴船70番地の2地先（外環横大路交差点）
- 総延長：2,869.9メートル

## 地理

### 通過する自治体
- 京都市（伏見区）

### 接続する道路
- 京都府道7号京都宇治線（京都外環状線）
- 国道24号（奈良街道）
- 京都府道115号伏見港京都停車場線（竹田街道）
- 京都府道124号三栖向納所線（府道からは直進・右折不可、市道からは右折不可）
- 油小路通（北からの接続）
- 洛南道路（国道1号バイパス）
- 国道1号（枚方バイパス）
- 京都府道13号京都守口線（旧京阪国道＝京街道）
- 京都府道79号伏見柳谷高槻線（京都外環状線）

### 沿線
- 京阪電気鉄道宇治線 観月橋駅
- 京都市立桃陵中学校
- 京阪電気鉄道京阪本線・宇治線 中書島駅
- 新日本理化株式会社 京都工場
- 京都府立伏見港公園
- 三栖神社